# 이나바 마사아키
이나바 마사아키 혹은 마사아키라(일본어: 稲葉正明, 1723년 ~ 1793년 9월 9일)는 에도 시대 중기부터 후기까지의 하타모토, 다이묘이다. 아와 다테야마 번 초대 번주를 지냈다.
요도번주 이나바 마사치카의 삼남으로 태어났으며 맞형 이나바 마사요시(稲葉正福)의 양자로 입적하였다. 마사요시 사후 가독을 이어받아 3천석의 하타모토가 되었다. 어린시절부터 도쿠가와 이에하루를 섬겼다고 한다.
| 전임 막부령(사토미 다다요시) | 제1대 다테야마 번 번주 (이나바가) 1781년 ~ 1789년 | 후임 이나바 마사타케 |